# Parasolka (obraz Goi)

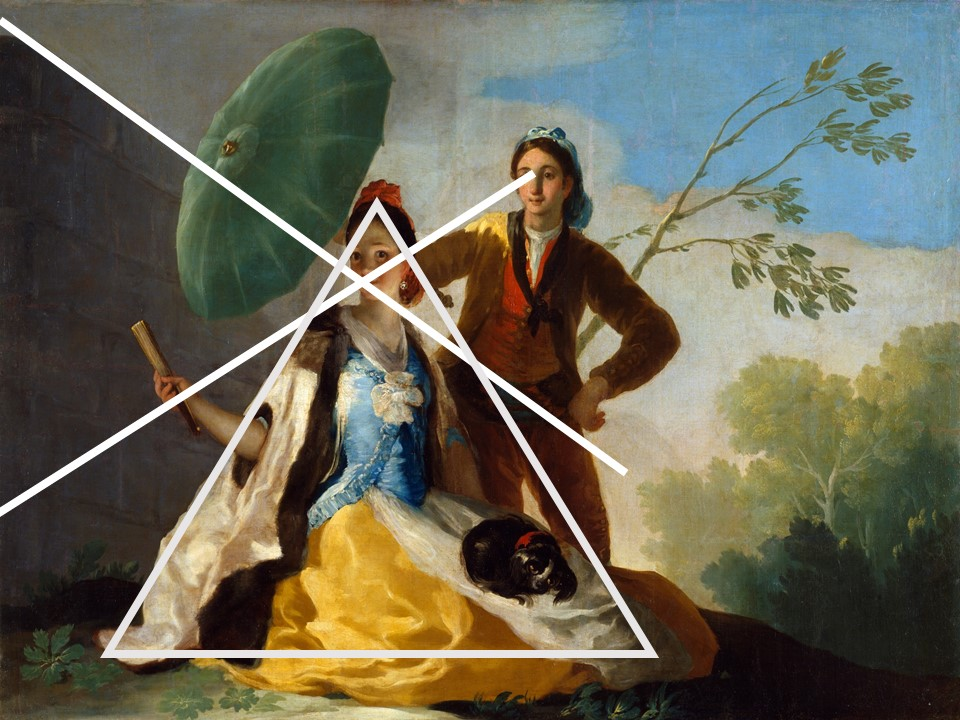
Piramidalna kompozycja dzieła

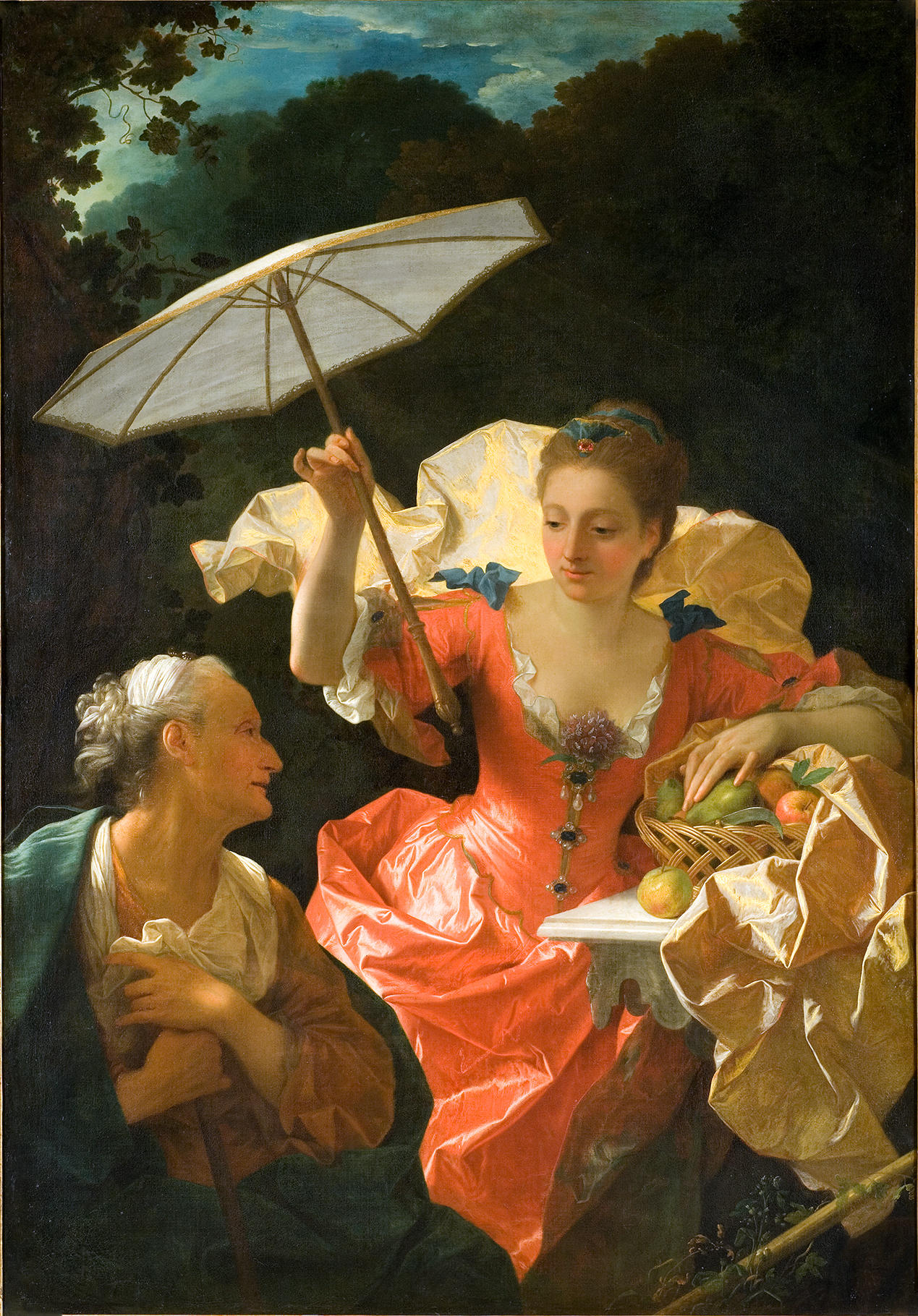
Wertumnus i Pomona, pędzla Jeana Ranca

Parasolka (hiszp. El quitasol) – obraz olejny hiszpańskiego malarza Francisca Goi.

## Seriakartonów do tapiserii
To dzieło należało do serii kartonów do tapiserii – olejnych obrazów o znacznych rozmiarach przygotowywanych jako wzór dla warsztatów tkackich Królewskiej Manufaktury Tapiserii Santa Bárbara w Madrycie. Na ich podstawie tkano barwne gobeliny, które zdobiły wnętrza królewskich posiadłości. Przeznaczenie kartonów przedstawiało dla pracy malarza pewne ograniczenia, gdyż wykonany przez niego projekt musiał być odpowiednio łatwy do zastosowania w warsztacie tkackim. Obraz nie mógł przedstawiać zbyt wielu detali lub ulubionych przez Goyę przenikających się delikatnych odcieni barw.
Goya wykonał tę serię dla Karola IV (wtedy jeszcze infanta, księcia Asturii), i jego żony Marii Ludwiki Parmeńskiej, z przeznaczeniem do jadalni Królewskiego Pałacu El Pardo. Pracował nad tą serią w latach 1776–1778, a większość prac ukończył latem 1777 roku. Oprócz Parasolki w skład serii wchodziły także: Spacer w Andaluzji, Bójka przed Nową Karczmą, Podwieczorek na wsi, Pijący, Tańce w San Antonio de la Florida, Latawiec, Gracze w karty, Dzieci zrywające owoce i Dzieci nadymające pęcherz. Tematem serii były pogodne scenki rodzajowe, ukazujące hiszpańskie zwyczaje i zabawy.
Goya wycenił Parasolkę na 500 reali (reales de vellón); za całą serię otrzymał ich 18 000. Była to druga seria kartonów wykonana przez Goyę dla książęcej pary. Pierwsza, ukończona w 1775 roku przedstawiała motywy związane z łowami, między innymi Polowanie na przepiórki. O ile pierwsza seria opierała się na szkicach nadwornego malarza Francisco Bayeu i silnie imitowała jego styl, druga zawierała oryginalne projekty Goi i ujawniała jego rozwijający się talent malarski.

## Analiza
Stosując się do obowiązujących w epoce konwencji Goya wybrał scenkę rodzajową o sielankowym charakterze. Przedstawił dwie postaci – młodą dziewczynę, ubraną według francuskiej mody, i należącego prawdopodobnie do dworskiej świty służącego, ubranego w stylu hiszpańskiego majo (eleganta z niższych sfer). Młodzieniec ma upięte w siatkę włosy, nosi czerwoną kamizelkę i przepasany jest niebieską jedwabną szarfą. Możliwe, że to cortejo – kawaler, który wywodzi się z tej samej klasy społecznej, co zamężna dama, której ma za zadanie towarzyszyć. Strój dziewczyny jest elegancki i bogaty, składa się z czerwonego turbanu, bladoróżowej peleryny wykończonej futrem, niebieskiego gorsetu i żółtej spódnicy. W lewej ręce trzyma złożony wachlarz, a na jej kolanach spoczywa mały piesek pokojowy. Dziewczyna zdaje się pewna siebie i świadoma swojej urody oraz uwagi, którą przyciąga. Artysta nie daje jasno do zrozumienia, czy przedstawiona scena to flirt, czy jedynie dama odpoczywająca w towarzystwie młodzieńca, który parasolką osłania ją przed słońcem. W tle widać nadciągające chmury, być może zbliża się burza. Gałęzie drzewka wydają się uginać pod silnym wiatrem.
W swoich pracach Goya często stosował neoklasyczną piramidalną kompozycję, będącą wyraźnym włoskim wpływem. Główne linie kompozycji tworzą niemal równoboczny trójkąt, który obejmuje dziewczynę. Ta figura geometryczna wyraża wielki spokój i pogodę ducha. Wszystkie spojrzenia zwrócone są ku jej twarzy, podkreślonej delikatnym cieniem zielonej parasolki. Owal postaci dziewczyny jest regularną elipsą, a na jej twarzy przecinają się dwie linie, wyznaczone przez kierunek spojrzenia młodzieńca i znajdujące się za nim drzewko oraz wyrastający po lewej stronie mur. Perspektywa muru jest wymuszona tak, aby rzutował na twarz dziewczyny – centrum uwagi obrazu. Gobelin miał wisieć nad drzwiami królewskiej jadalni, dlatego postaci znajdują się na niewielkim wzgórzu i na jasnym tle, co miało wspomóc odbiór perspektywy.
Tak jak na wszystkich kartonach do tapiserii, kolory na tym obrazie są jasne i żywo kontrastujące. Podobnie jak w należących do tej samej serii Pijących wyróżnia się użycie światła. Twarz młodej dziewczyny jest na pierwszym miejscu, mimo że znajduje się w cieniu. Silny kontrast odcieni na ramieniu młodzieńca i rozproszone światło na twarzy dziewczyny są wykonane z prawdziwym mistrzostwem.
Oryginalność Goi leży w spontaniczności, realizmie i naturalności, z jaką artysta przedstawia tę scenę. Akademicka, neoklasyczna kompozycja oraz rozmiar postaci sprawiają, że stają się one bliższe widzowi. Bezpośrednie spojrzenie uśmiechniętej młodej dziewczyny sprawia, że widz czuje się wtajemniczony w ich domniemane zaloty.

## Inspiracje
Temat zalotów dwóch młodych osób, dodatkowo przedstawionych z parasolem, był powszechny w XVIII-wiecznym malarstwie rodzajowym. Krytycy wymieniają różne dzieła jako możliwe źródło inspiracji, zwłaszcza francuskie obrazy w stylu rokoko: Koncert w parku François Bouchera pod względem kompozycji, Près de vous belle Iris Nicolasa Lancreta, Odnalezienie Mojżesza Charlesa de la Fosse oraz Le retour de la chasse Josepha Parrocela, na którym pojawia się motyw parasolki.
Za najbardziej prawdopodobną inspirację uważa się jednak neoklasyczny obraz Wertumnus i Pomona pędzla francuskiego malarza Jeana Ranca. Ranc był jednym z malarzy pracujących na dworze Filipa V. Wprowadził do hiszpańskiego dworskiego malarstwa zasady neoklasycyzmu i harmonijne barwy.

## Historia obrazu
Pierwszy gobelin na jego podstawie tego projektu utkano już w 1777 roku, a następne dwa kolejno w latach 1794 i 1800. Około 1856–1857 roku razem z innymi kartonami do tapiserii obraz trafił do piwnic madryckiego Pałacu Królewskiego. Odnaleziony przez Gregoria Cruzadę Villaamila obraz został włączony do zbiorów Muzeum Prado w 1870 roku.